# Lucy Baxley

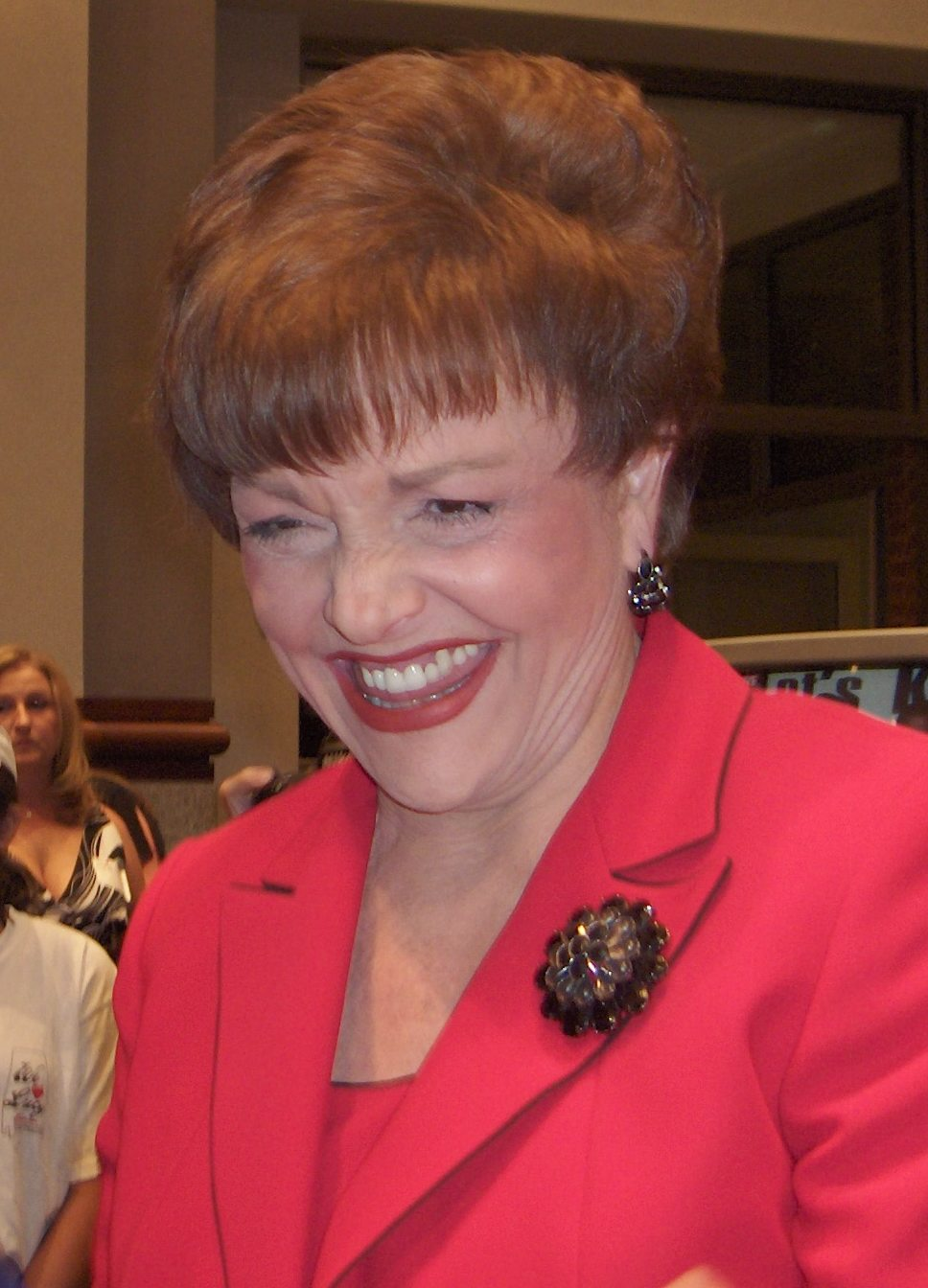
Lucy Baxley (2006)

Lucy Baxley (* 21. Dezember 1937 bei Pansey, Houston County, Alabama; † 14. Oktober 2016 in Birmingham, Alabama) war eine US-amerikanische Politikerin und war Vizegouverneurin von Alabama zwischen 2003 und 2007. Im Jahr 2006 wurde sie von der Demokratischen Partei als Kandidatin für die Gouverneurswahlen in Alabama nominiert, verlor jedoch gegen den republikanischen Kandidaten Bob Riley.

## Biographie
Lucy Baxley studierte an der Auburn University in Montgomery, wo sie jedoch nicht graduierte, sondern vor dem Ende des Studiums abbrach. Sie heiratete mit 18 Jahren; 1974 heiratete sie in zweiter Ehe Bill Baxley, einen Rechtsanwalt aus Alabama, der später, wie auch sie, zwischen 1983 und 1987 Vizegouverneur Alabamas war. Nach einer Affäre ihres Mannes ließ sich Lucy Baxley von ihm scheiden und heiratete 1996 Jim Smith.
1994 wurde Baxley für das Amt des State Treasurer von Alabama nominiert. Sie gewann die Wahl und konnte das Amt im folgenden Jahr antreten. Auch die Wahl vier Jahre später bestritt sie erfolgreich, sodass sie eine zweite Legislaturperiode absolvieren konnte. Erst 2003, nach der gewonnenen Wahl zur Vizegouverneurin, legte sie dieses Amt nieder. Sie schaffte es, sich mit 51,58 % gegen Bill Armistead, den Kandidaten der Republikaner, durchzusetzen; die anderen beiden Kandidaten erhielten lediglich sehr geringe Stimmzahlen.
Im Jahr 2005 kündigte sie an, für das Amt des Gouverneurs von Alabama kandidieren zu wollen. Ihr Gegenkandidat in der eigenen Partei war Don Siegelman, den sie jedoch mit 60 % der Stimmen besiegen konnte. In der Endwahl konnte sie sich jedoch nicht gegen den amtierenden Gouverneur, Bob Riley, durchsetzen, da sie nur 41 % der abgegebenen Stimmen erhielt.
Nachdem ihre Amtszeit als Vizegouverneurin im Jahr 2007 abgelaufen war, plante sie 2008 ein politisches Comeback, das ihr gelang. Sie gewann die Wahl zur Vorsitzenden der Alabama Public Service Commission gegen den Republikaner Twinkle A. Cavanaugh.

## Herzinfarkt und Genesung
Am 23. November 2006 wurde Baxley in die Universitätsklinik von Birmingham gebracht, nachdem sie einen mittleren Herzinfarkt erlitten hatte. Die Familie Baxleys, die sie besucht hatte, bat die Bevölkerung von Alabama, um sie zu beten. Genauere Angaben um ihren gesundheitlichen Stand wurden zu diesem Zeitpunkt noch nicht gemacht. Nachdem Baxley sechs Tage später wieder aus der Klinik entlassen wurde, begab sie sich bis zum 29. Dezember 2006 ins Lakeshore Rehabilitation Center, das ebenfalls in Birmingham liegt. Nachdem sie dort entlassen worden war, kehrte sie nicht nach Montegomery zurück, um die Senatssitzung zu eröffnen, wie es ihr Neurologen geraten hatten, sondern blieb in Birmingham. Obwohl gesagt wurde, dass ihr gesundheitlicher Zustand stabil sei, fiel es ihr schwer, den linken Arm und die Beine zu bewegen.